# Großer Preis von Frankreich 1913

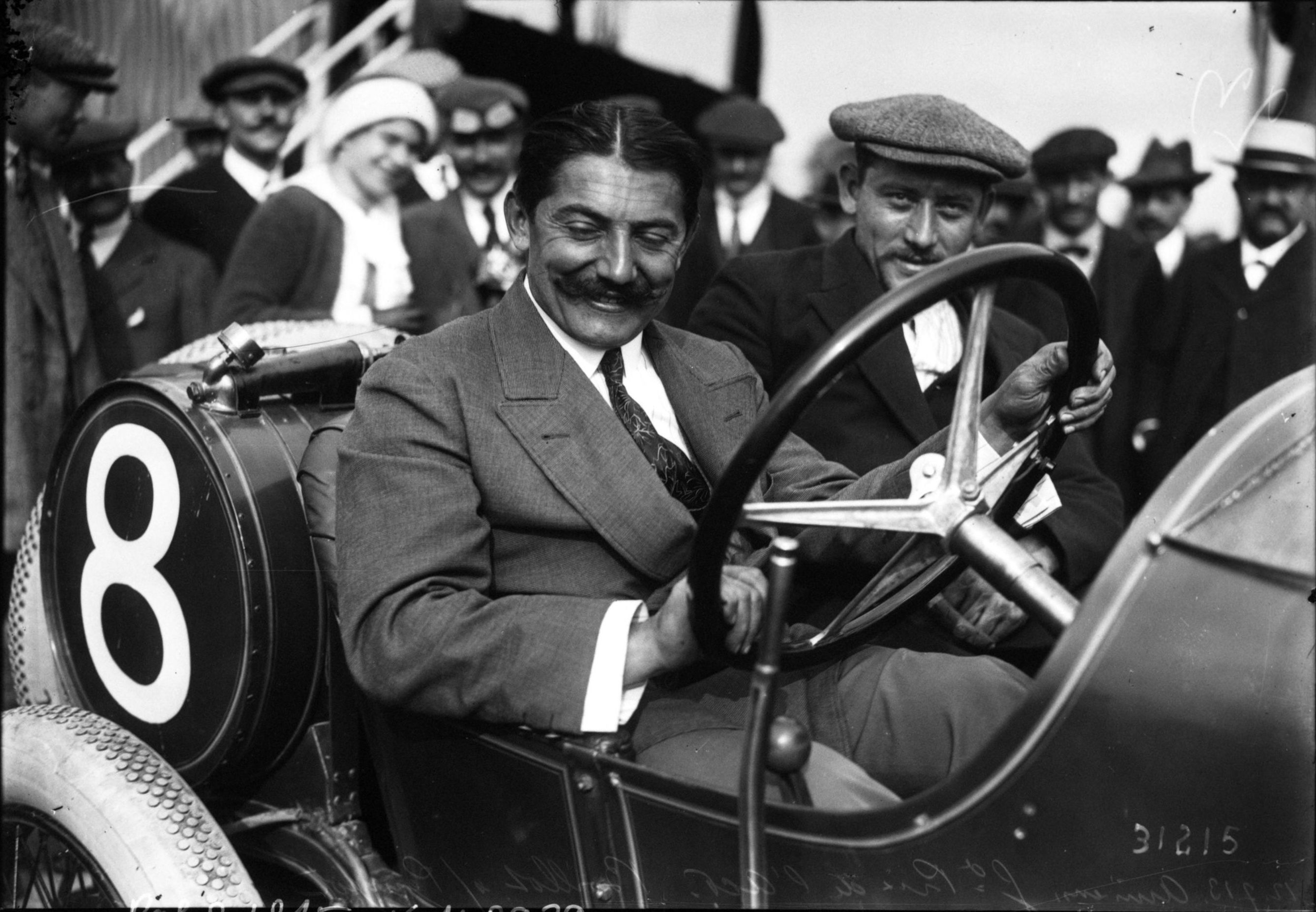
Rennsieger Georges Boillot

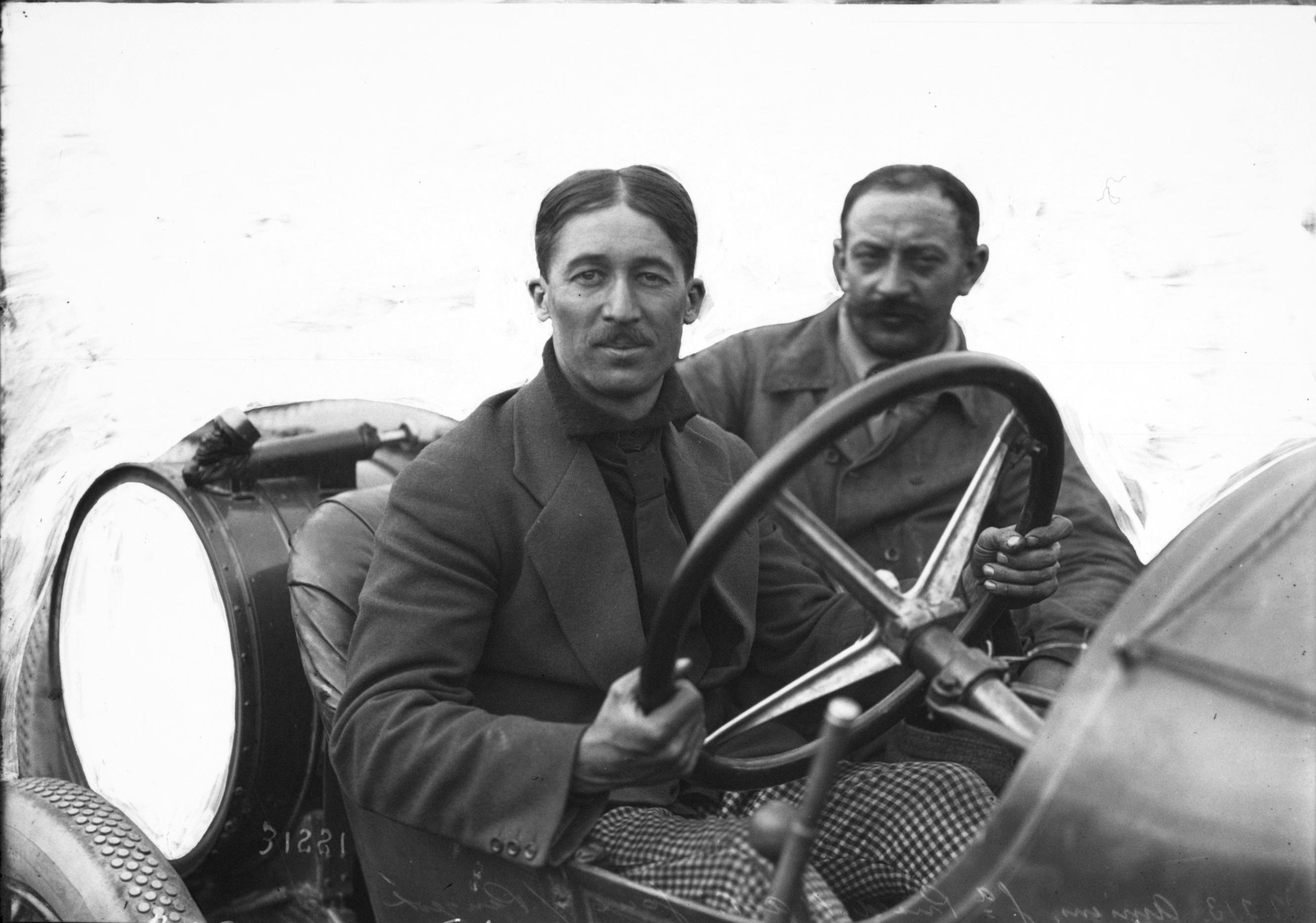
Der zweitplatzierte Jules Goux

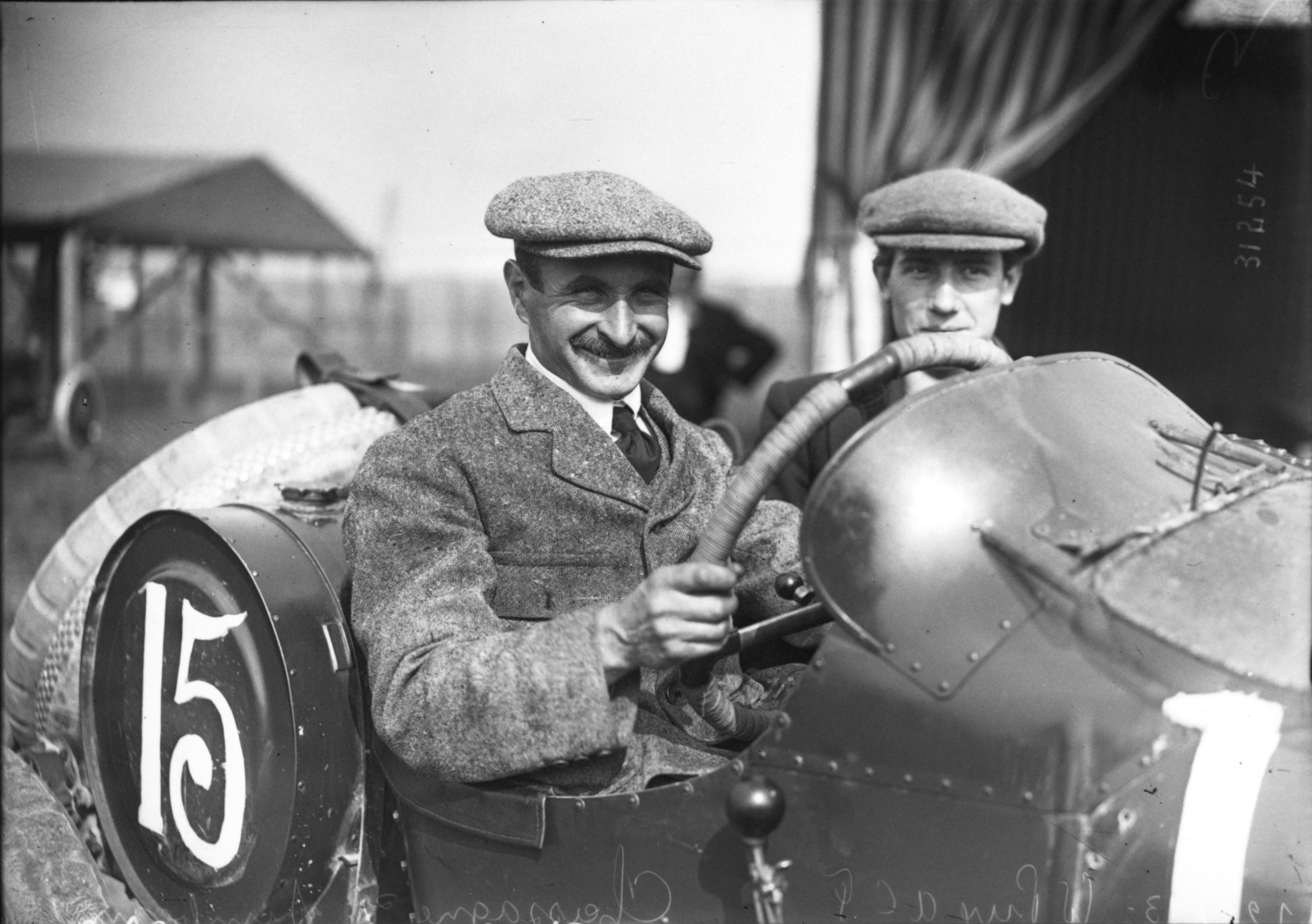
Der drittplatzierte Jean Chassagne

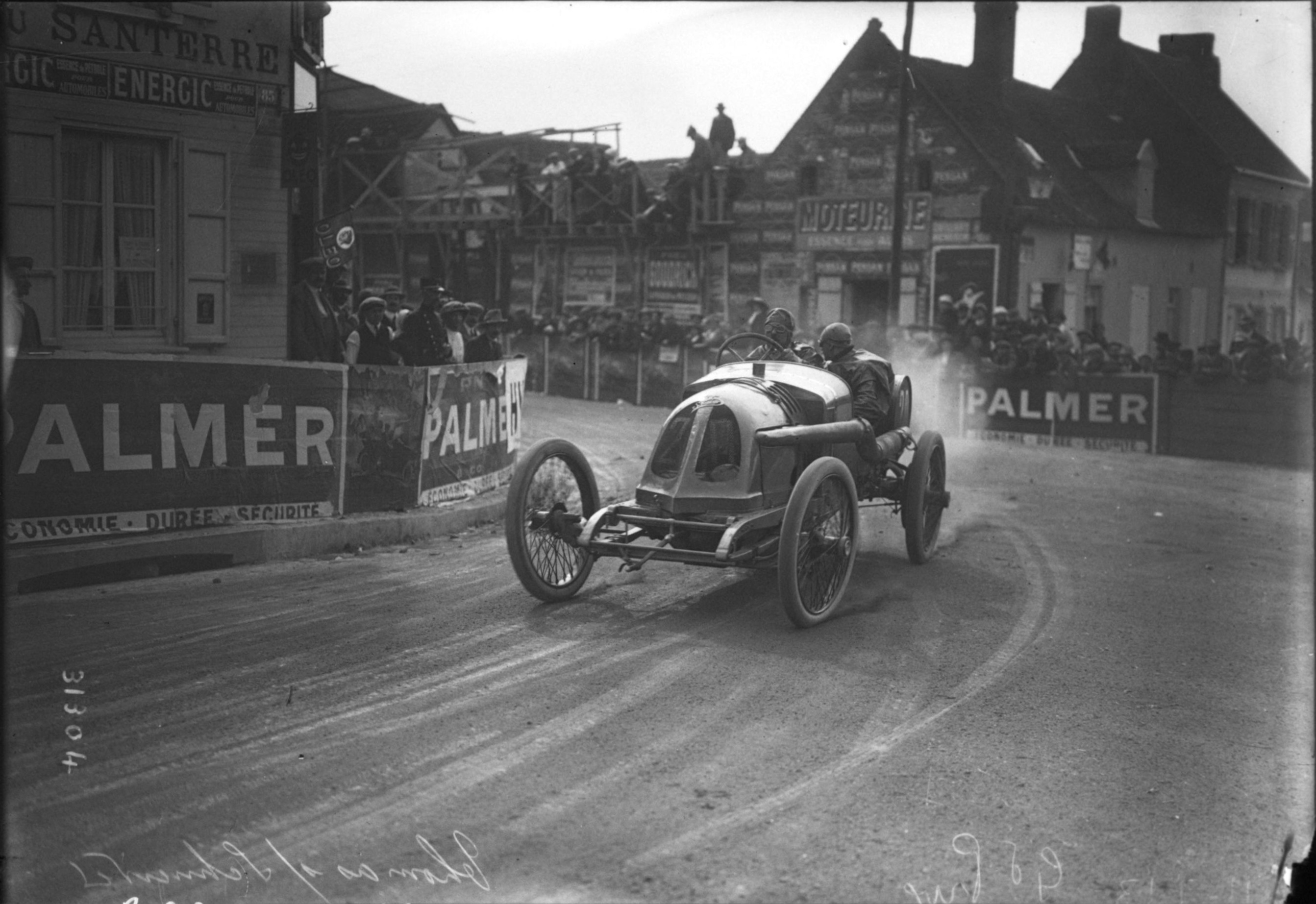
René Thomas während des Rennens

Der fünfte – nach heutiger Zählweise XIII. Große Preis von Frankreich (XIII Grand Prix de l’Automobile Club de France) fand am 12. Juli 1913 auf dem Circuit de Picardie bei Amiens statt. Das Rennen wurde gemäß der geltenden Grand-Prix-Formel (Treibstoffverbrauch maximal 20 Liter pro 100 km, Mindestgewicht 800 kg, Maximalgewicht 1100 kg) über 29 Runden à 31,62 km ausgetragen, was einer Gesamtdistanz von 916,98 km entsprach.
Sieger wurde wie im Vorjahr Georges Boillot auf einem Peugeot L-56.

## Rennen
Nach dem durchaus positiven Neubeginn von 1912 – obendrein mit einem französischen Sieg – schrieb der ACF den Grand Prix von 1913 wieder als eigenständiges Rennen aus. Zum ersten Mal seit 1907 wurde dafür der Austragungsort gewechselt. Statt Dieppe wurde nun auf dem mit einer Rundenlänge von 31,63 km weniger als halb so langen Circuit de Picardie vor den Toren von Amiens gefahren, der als besonderes Charakteristikum eine etwa 13 km lange Gerade aufwies. Unter Rückkehr zum Ein-Tages-Rennen war dieser Kurs insgesamt 29 Mal zum umrunden für eine Gesamtdistanz von 916 km. Zum Start zugelassen waren genau 20 Teilnehmer, danach wurde die Meldeliste geschlossen.
Bezüglich der Rennformel entschied sich die vom ACF hierfür eingesetzte Commission Sportive dieses Mal für eine Kombination aus Verbrauchsformel mit Gewichtsober- und -untergrenze. Pro 100 km Renndistanz durften 20 Liter Treibstoff verbraucht werden – mithin eine Reduzierung der unter der ersten Verbrauchsformel von 1907 erlaubten Benzinmenge um ein Drittel – insgesamt also 183,3 Liter Benzin pro Wagen, die von verschiedenen, vom Veranstalter vor-ausgewählten Lieferanten gestellt wurden und in einem verplombten tonnenförmigen Einheits-Benzintank hinter dem Fahrersitz untergebracht werden mussten. Stromlinienförmige Heckverkleidungen, wie man sie im Vorjahr erstmals gesehen hatte, waren damit implizit ausgeschlossen. Das Wagengewicht musste ohne Brennstoff, Öl und Ersatzteile zwischen 800 und 1100 kg liegen. Dahinter stand vor allem die Absicht, extreme Motorenüberzüchtungen auf Kosten von zu leichten und fragilen Konstruktionen zu verhindern.
Peugeot trat als Titelverteidiger mit einer überarbeiteten Version des Vorjahresmodells an, bei der die Motorabmessungen sogar noch einmal leicht auf 5,6 l Hubraum reduziert wurden. Hauptaugenmerk war dabei auf die Beseitigung der Schwachstellen – die Schwingungsneigung bei hohen Drehzahlen sowie Schmierungsprobleme – gerichtet, daneben wurde aber unter Verwendung des Windkanals von Gustave Eiffel auch eine strömungstechnisch günstige Wagenform mit abgerundetem Kühler, Unterbodenverkleidung sowie auch um die Fahrersitze herumgezogene Karosserieflanken vorgenommen. Nachdem das Team im Vorjahr Reifen von Continental verwendet hatte, bot 1913 nun Pirelli den besten Vertrag.
Unter dem neuen Reglement bestand für die traditionellen „Hubraummonster“ à la Fiat oder Lorraine-Dietrich nun keinerlei Aussicht auf Erfolg mehr, so dass sich nun auch diese letzten beiden langjährigen Grand-Prix-Hersteller zurückzogen. Stattdessen betrat nun mit Delage Peugeots Erzrivale aus den „Kleinwagenrennen“ um den Coupe de l’Auto die Grand-Prix-Bühne. Bei dem Model Y handelte es sich dementsprechend um eine auf 6,2 Liter Hubraum vergrößerte Ausgabe des vorjährigen Voiturette-Rennwagens. Weitere „Aufsteiger“ aus der Voiturette-Klasse waren außerdem Th. Schneider sowie Sunbeam aus Großbritannien, und aus Italien kehrte Itala mit einem Drei-Wagen-Team rund um den Starfahrer Felice Nazzaro und neuartigen Drehschiebermotoren in den Grand-Prix-Sport zurück. Komplettiert wurde das Feld wieder von zwei von Tourenwagenmodellen abgeleiteten Excelsior aus Belgien, einem Mathis Baby und erstmals wieder einem deutschen Vertreter, Carl Jörns auf Opel, immerhin mit einem OHC-Motor. Zum ersten Mal bei einem Grand Prix war kein Wagen mit Kettenantrieb mehr am Start und auch Holzspeichenräder gehörten nun der Vergangenheit an.
Der Grand Prix von 1913 begann unter tragischen Umständen. Bei Testfahrten im Vorfeld waren zunächst der technische Direktor von Itala, Guido Bigio, und kurz darauf auch noch Paolo Zuccarelli – der als Rennfahrer und Ingenieur als Seele des Grand-Prix-Teams von Peugeot, der vier „Charlatans“, galt und auch maßgeblich an der Konstruktion der Wagen beteiligt gewesen war – durch Unfälle ums Leben gekommen. Trotz der Erschütterung im Team waren es die beiden Peugeot-Fahrer Boillot und Goux, die als Führende aus der ersten Runde kamen. Dabei hatten sie wie beinahe alle Teilnehmer in der Anfangszeit des Rennens noch sehr den Benzinverbrauch im Auge und noch gar nicht das Letzte aus ihren Wagen herausgeholt. Ihre Verfolgergruppe bestand aus dem Delage-Fahrer Albert Guyot sowie den drei Sunbeams mit dem Franzosen Jean Chassagne und den beiden Briten Dario Resta und Kenelm Lee Guinness am Steuer. Delages zweiter Fahrer, Paul Bablot hatte am Start zu sehr auf den Verbrauch Rücksicht genommen und mehrfach den Motor abgewürgt, holte nun aber beständig auf die Spitzengruppe auf. Der Rest des Feldes war bald entweder schon weit abgeschlagen oder bereits ganz ausgefallen.
An der Spitze kam es in der dritten Runde zu einem Führungswechsel, weil Boillot kurz anhalten musste, um ein defektes Zündkabel auszuwechseln. Dadurch kam Goux in Front, wurde aber in der neunten Runde von Guyot überholt, der in der Folge seine Führung bis zur Halbzeit des Rennens kontinuierlich ausbaute. Wenig später ging auch Boillot wieder an seinem Stallgefährten vorbei. Dahinter kam es zu einem weiteren tragischen Zwischenfall, als der Sunbeam von Guinness mit einem geplatzten Reifen von der Strecke abkam und dabei einen Zuschauer erfasste, der später seinen Verletzungen erlag. In Runde 17 fiel schließlich die Entscheidung, als an Guyots Delage ein Reifendefekt auftrat. Um nicht zu viel Zeit zu verlieren, sprang sein Mechaniker bereits aus dem Wagen, noch bevor dieser zum Halten kam, und wurde dabei überrollt. Guyot hievte den verletzten Beifahrer wieder zurück auf den Sitz und fuhr langsam zurück an die Boxen, wo er dann mit einem Ersatzmann an Bord das Rennen wieder aufnahm. Allerdings hatte er dabei so viel Zeit verloren, dass er jetzt mit dem Ausgang des Rennens nichts mehr zu tun hatte. Den Sieg machten die beiden Peugeot-Fahrer unter sich aus, wobei Boillot kurz vor Schluss noch einmal wegen eines geplatzten Kühlwasserschlauchs stoppen musste. Am Ende konnte er dennoch nach 7:53:57 Stunden Fahrzeit und mit einem Schnitt von 116,19 km/h einen Vorsprung von 2:15 Minuten gegenüber Goux retten und als erster Fahrer überhaupt den Grand Prix nach 1912 zum zweiten Mal gewinnen. In seinem Tank befanden sich dabei sogar noch 20 l Treibstoff. Dritter wurde Chassagne auf Sunbeam vor den beiden Delage-Fahrern.

## Ergebnisse

### Meldeliste
| Team                          | Nr. | Fahrer              | Info | Chassis                   | Motor                 | Reifen |
| ----------------------------- | --- | ------------------- | ---- | ------------------------- | --------------------- | ------ |
| Sunbeam Motor Co              | 01  | Gustave Caillois    |      | Sunbeam                   | Sunbeam 4.5L I6       |        |
| Sunbeam Motor Co              | 09  | Dario Resta         |      | Sunbeam                   | Sunbeam 4.5L I6       |        |
| Sunbeam Motor Co              | 15  | Jean Chassagne a    |      | Sunbeam                   | Sunbeam 4.5L I6       |        |
| Sunbeam Motor Co              | 19  | Kenelm Lee Guinness |      | Sunbeam                   | Sunbeam 4.5L I6       |        |
| Automobiles Delage            | 02  | Paul Bablot         |      | Delage Y                  | Delage 6.2L I4        | M      |
| Automobiles Delage            | 10  | Albert Guyot        |      | Delage Y                  | Delage 6.2L I4        | M      |
| Fritz von Opel                | 03  | Carl Jörns          |      | Opel Grand Prix Rennwagen | Opel 4.0L I4          |        |
| Émile Mathis                  | 04  | Dragutin Esser      |      | Mathis                    | Mathis 2.2L I4        | M      |
| Automobiles Excelsior         | 05  | Josef Christiaens   |      | Exelsior                  | Excelsior 6.1L I6     |        |
| Automobiles Excelsior         | 11  | Lydston Hornsted    |      | Exelsior                  | Excelsior 6.1L I6     |        |
| Automobiles Theo Schneider    | 06  | René Croquet        |      | Theo Schneider            | Th. Schneider 5.5L I4 | M      |
| Automobiles Theo Schneider    | 12  | Fernand Gabriel     |      | Theo Schneider            | Th. Schneider 5.5L I4 | M      |
| Automobiles Theo Schneider    | 16  | René Champoiseau    |      | Theo Schneider            | Th. Schneider 5.5L I4 | M      |
| Automobiles Theo Schneider    | 20  | René Thomas         |      | Theo Schneider            | Th. Schneider 5.5L I4 | M      |
| Itala                         | 07  | Felice Nazzaro      |      | Itala                     | Itala 8.4L I4         |        |
| Itala                         | 13  | Herbert Pope        |      | Itala                     | Itala 8.4L I4         |        |
| Itala                         | 17  | Antonio Moriondo    |      | Itala                     | Itala 8.4L I4         |        |
| Automobiles et Cycles Peugeot | 08  | Georges Boillot     |      | Peugeot EX3/L-56          | Peugeot 5.7L I4       | P      |
| Automobiles et Cycles Peugeot | 14  | Jules Goux          |      | Peugeot EX3/L-56          | Peugeot 5.7L I4       | P      |
| Automobiles et Cycles Peugeot | 17  | Jean Delpierre b    |      | Peugeot EX3/L-56          | Peugeot 5.7L I4       | P      |

### Startreihenfolge
Die Teilnehmer wurden in der Reihenfolge der teamweise zugeordneten Startnummern einzeln in Abständen von einer Minute ins Rennen geschickt.

### Rennergebnis
| Pos. | Fahrer              | Konstrukteur   | Runden | Stopps | Zeit          | Start | Schnellste Runde | Ausfallgrund       |
| ---- | ------------------- | -------------- | ------ | ------ | ------------- | ----- | ---------------- | ------------------ |
| 01   | Georges Boillot     | Peugeot        | 29     |        | 7:53:56,8 h   |       |                  |                    |
| 02   | Jules Goux          | Peugeot        | 29     |        | + 2:25,6 min  |       |                  |                    |
| 03   | Jean Chassagne      | Sunbeam        | 29     |        | + 12:23,4 min |       |                  |                    |
| 04   | Paul Bablot         | Delage         | 29     |        | + 22:16,8 min |       | 15:22,0 min      |                    |
| 05   | Albert Guyot        | Delage         | 29     |        | + 24:02,0 min |       |                  |                    |
| 06   | Dario Resta         | Sunbeam        | 29     |        | + 27:41,6 min |       |                  |                    |
| 07   | René Champoiseau    | Theo Schneider | 29     |        | + 50:40,4 min |       |                  |                    |
| 08   | Josef Christiaens   | Excelsior      | 29     |        | + 1:03:26,8 h |       |                  |                    |
| 09   | René Thomas         | Theo Schneider | 29     |        | + 1:10:15,4 h |       |                  |                    |
| 10   | René Croquet        | Theo Schneider | 29     |        | + 1:18:55,8 h |       |                  |                    |
| 11   | Lydston Hornsted    | Excelsior      | 29     |        | + 1:43:43,8 h |       |                  |                    |
| —    | Kenelm Lee Guinness | Sunbeam        | 15     |        | DNF           |       |                  | Unfall             |
| —    | Antonio Moriondo    | Itala          | 13     |        | DNF           |       |                  | Federbruch         |
| —    | Felice Nazzaro      | Itala          | 12     |        | DNF           |       |                  | Federbruch         |
| —    | Dragutin Esser      | Mathis         | 8      |        | DNF           |       |                  | Ventilschaden      |
| —    | Gustave Caillois    | Sunbeam        | 4      |        | DNF           |       |                  | Aufhängungsschaden |
| —    | Fernand Gabriel     | Theo Schneider | 3      |        | DNF           |       |                  | Vergaserschaden    |
| —    | Carl Jörns          | Opel           | 1      |        | DNF           |       |                  | Motorschaden       |
| —    | Jean Delpierre      | Opel           | 1      |        | DNF           |       |                  | Unfall             |
| —    | Herbert Pope        | Itala          | 1      |        | DNF           |       |                  | Motorschaden       |